# Iphra timorensis
Iphra timorensis là một loài bọ cánh cứng trong họ Cerambycidae.